# Maya Zapata

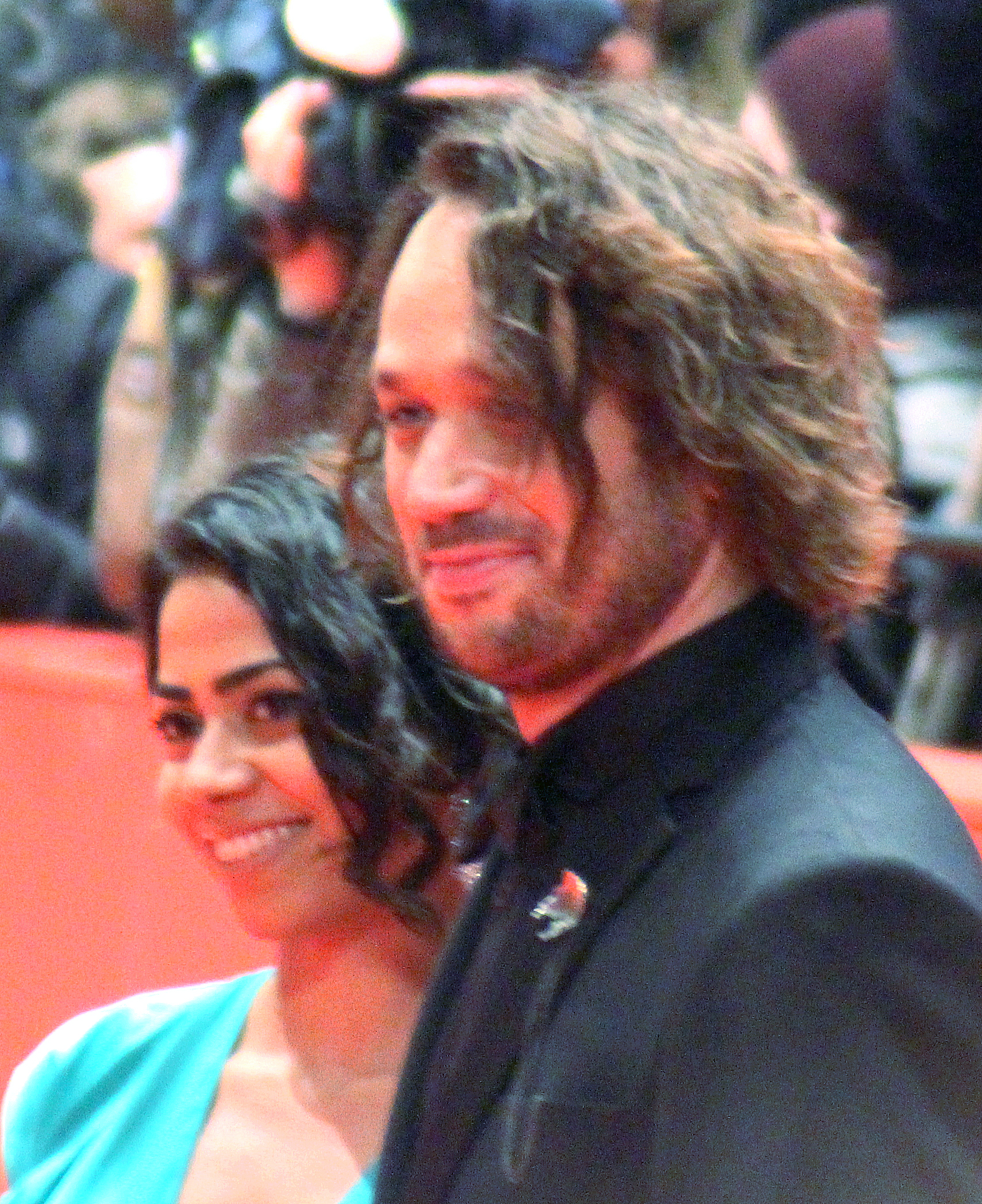
Maya Zapata (links) mit Elmer Bäck bei der Premiere von Eisenstein in Guanajuato bei der Berlinale 2015

Maya Zapata (* 30. November 1981 in Mexiko-Stadt) ist eine mexikanische Schauspielerin. 

## Leben
Maya Zapata hatte bereits als Kind ihre ersten Filmrollen, unter anderem einen Gastauftritt in dem 1989 uraufgeführten US-Spielfilm Old Gringo an der Seite von Jane Fonda und Gregory Peck. Allerdings kam sie als Kinderdarstellerin ebenso wenig wie in den folgenden Produktionen über unbedeutende Nebenrollen hinaus, bis sie in dem Drama De la calle erstmals eine Hauptrolle erhielt. Für diese wurde sie 2002 auf Anhieb mit dem Premio Ariel als beste Schauspielerin ausgezeichnet. Der beklemmende Film handelt von in Mexiko-Stadt lebenden Straßenkindern, die mit korrupten Polizisten mehr Ärger haben als mit schmutziger und schwerer Arbeit. Weitere Film und Fernseharbeiten schlossen sich an. Zwischen 2010 und 2012 wirkte sie in allen 26 Episoden der Telenovela Soy tu fan (span. für Ich bin dein Fan) mit.
Zapatas Schaffen umfasst mehr als 60 Produktionen. Sie ist im deutschsprachigen Raum vor allem durch ihre Rolle in dem Film Bordertown (2006) an der Seite von Jennifer Lopez und Antonio Banderas bekannt.

## Filmografie (Auswahl)
- 1986: El tres de copas
- 1994: Cisco Kid – Auf der Jagd nach dem Goldjungen (The Cisco Kid)
- 1997: Perdita Durango
- 2001: De la calle
- 2005: Three Burials – Die drei Begräbnisse des Melquiades Estrada (The Three Burials of Melquiades Estrada)
- 2006: Bordertown
- 2007: Dos abrazos
- 2007: La Misma Luna
- 2008: All Inclusive
- 2008: Der Weg zum Ruhm (Casi divas)
- 2011: Bolero de Noche
- 2011: Los inadaptados
- 2009–2012: Kdabra (Fernsehserie, 33 Folgen)
- 2010–2012: Soy tu fan (Fernsehserie, 25 Folgen)
- 2013: Demon Inside (Espectro)
- 2015: Eisenstein in Guanajuato
- 2016: Sin muertos no hay carnaval
- 2017: Run Coyote Run (Fernsehserie, 13 Folgen)
- 2017: El Cesar (Fernsehserie, 25 Folgen)
- 2023: Prime Time (Fernsehserie)